# RIZIN TRIGGER 1st
RIZIN TRIGGER 1st（ライジン・トリガー・ファースト）は、日本の総合格闘技団体「RIZIN」の大会の一つ。
2021年11月28日に兵庫県神戸市神戸ワールド記念ホールで開催された。

## 概要
RIZINの新シリーズ「RIZIN TRIGGER 1st」の第一回大会で、ナンバーシリーズ等で用いられるリングではなく、RIZIN初の試みとなる六角形のケージ（金網）を使用して開催された。なおRIZINは今大会に向けてオリジナルのケージを発注していたが、コロナ禍での木材不足と価格高騰の影響で製造が間に合わず、DEEPのケージを借りて行われた。
メインイベントにおいて、昇侍と萩原京平が対戦し、萩原が勝利を収めた。

## 対戦カード
第1試合 キックボクシングルール 55.0kg契約ワンマッチ 3分3R
○  森井翼 vs.  FUJIMON♡ ×
3R終了 判定3-0
第2試合 MMAルール 61.0kg契約ワンマッチ 5分3R
○  加藤ケンジ vs.  藤原克也 ×
2R 1:21 TKO（レフェリーストップ：負傷）
第3試合 MMAルール 46.0kg契約ワンマッチ 5分3R
○  百花 vs.  未來 ×
3R終了 判定3-0
第4試合 キックボクシングルール 61.0kg契約ワンマッチ 3分3R
×  市村大斗 vs.  テーパリット・ジョウジム ○
2R 2:54 TKO（レフェリーストップ）
第5試合 キックボクシングルール 53.0kg契約ワンマッチ 3分3R
○  政所仁 vs.  平松侑 ×
2R 1:08 TKO（レフェリーストップ）
第6試合 MMAルール 61.0kg契約ワンマッチ 5分3R
×  釜谷真 vs.  ダイキ・ライトイヤー ○
2R 2:49 KO（スタンドでの膝蹴り）
第7試合 MMAルール 73.0kg契約ワンマッチ 5分3R
×  奥田啓介 vs.  グラント・ボグダノフ ○
1R 1:07 リアネイキッドチョーク
第8試合 MMAルール 66.0kg契約ワンマッチ 5分3R
○  鈴木千裕 vs.  山本空良 ×
3R終了 判定3-0
第9試合 MMAルール 57.0kg契約ワンマッチ 5分3R
○  竿本樹生 vs.  松場貴志 ×
3R終了 判定2-1
第10試合 MMAルール 61.0kg契約ワンマッチ 5分3R
×  獅庵 vs.  魚井フルスイング ○
1R 4:53 TKO（グラウンドキック）
第11試合 MMAルール 77.0kg契約ワンマッチ 5分3R
○  住村竜市朗 vs.  木下憂朔 ×
2R 2:34 失格（金網掴みの踏みつけによる反則）
第12試合 MMAルール 77.0kg契約ワンマッチ 5分3R
○  ストラッサー起一 vs.  川中孝浩 ×
1R 4:10 肩固め
第13試合 MMAルール 68.0kg契約ワンマッチ 5分3R
○  堀江圭功 vs.  中田大貴 ×
3R終了 判定3-0
第14試合 MMAルール 66.0kg契約ワンマッチ 5分3R
×  昇侍 vs.  萩原京平 ○
2R 1:19 TKO（スタンドパンチ）